# Peliococcus daganiae
Peliococcus daganiae är en insektsart som först beskrevs av Bodenheimer 1926.  Peliococcus daganiae ingår i släktet Peliococcus och familjen ullsköldlöss. Inga underarter finns listade i Catalogue of Life.